# Lorenzo Cozza
Pour les articles homonymes, voir Cozza.
Lorenzo Cozza, né le 1er avril 1654 à Grotte di San Lorenzo, dans l'actuelle province de Viterbe, dans le Latium, alors dans les États pontificaux, et mort le 19 janvier 1729 à Rome, est un cardinal italien du XVIIIe siècle. Il est membre de l'ordre des Franciscains.

## Biographie
Lorenzo Cozza est exerce diverses fonctions au sein de la Curie romaine et séjourne au monastère franciscain à Jérusalem. Il aide à réconcilier le patriarche maronite Jacobus Petrus d'Antioche avec le Saint-Siège. Cozza est ministre général de son ordre de 1723 à 1727.  Le pape Benoît XIII le crée cardinal lors du consistoire du 9 décembre 1726.

### Sources
- Fiche du cardinal Lorenzo Cozza sur le site fiu.edu